# Platz des europäischen Versprechens
Der Platz des europäischen Versprechens in Bochum entstand 2004 vor der Christuskirche nach Entwürfen des Künstlers Jochen Gerz. In den Boden des Platzes wurden Platten mit den Namen von Bürgern eingelassen, die sich für Europa starkmachen. Das Projekt kostete mehrere Millionen Euro. 2016 wurde der Platz eingeweiht. 2017 waren erste Sprünge in den Platten erkennbar.